# Отто II (маркграф Бранденбургу)
Отто II Щедрий (*Otto II der Freigiebige) бл. 1147 — 4 липня 1205) — 3-й маркграф Бранденбургу в 1184—1205 роках.

## Життєпис
Походив з роду Асканіїв. Старший син Отто I, маркграфа Бранденбургу, та Юді (доньки Болесслава III, князя Польщі). Народився приблизно після 1147 року. Замолоду залучався до управління державою разом з батьком.
Після смерті у 1184 році його батька, Оттон II став новим володарем Бранденбургу. З перших років воював зі слов'янами і з данським королем Кнудом VI, прагнучи забезпечити стабільність марки і внутрішню колонізацію. Остання, що почалася ще за його батька, в правління Отто II посилилася, що зміцнило владу маркграфа.
Водночас на початку правління вступив в конфлікт зі зведенним братом Альбрехтом, якого він на 11 діб запроторив до в'язниці. В подальшому налагодив з ним співпрацю.
Взимку 1198—1199 років розгромив герцогство Померанія і підкріпив свої територіальні претензії військовим походом проти князівства Рюген в 1200 році, чим зняв загрозу з Гамбурга.
У 1200 та 1203 роках надав підтримку німецькому королю Філіпу I Гогенштауфену в його конфлікті проти Оттона Вельфа.
Помер у 1205 році. Йому спадкував зведений брат Альбрехт II.